# گرندچستر، کوئینزلند
گرندچستر (به انگلیسی: Grandchester) یک شهرک در استرالیا است که در کوئینزلند واقع شده‌است.